# Folie (Montpellier)
Pour les articles homonymes, voir Folie (homonymie).

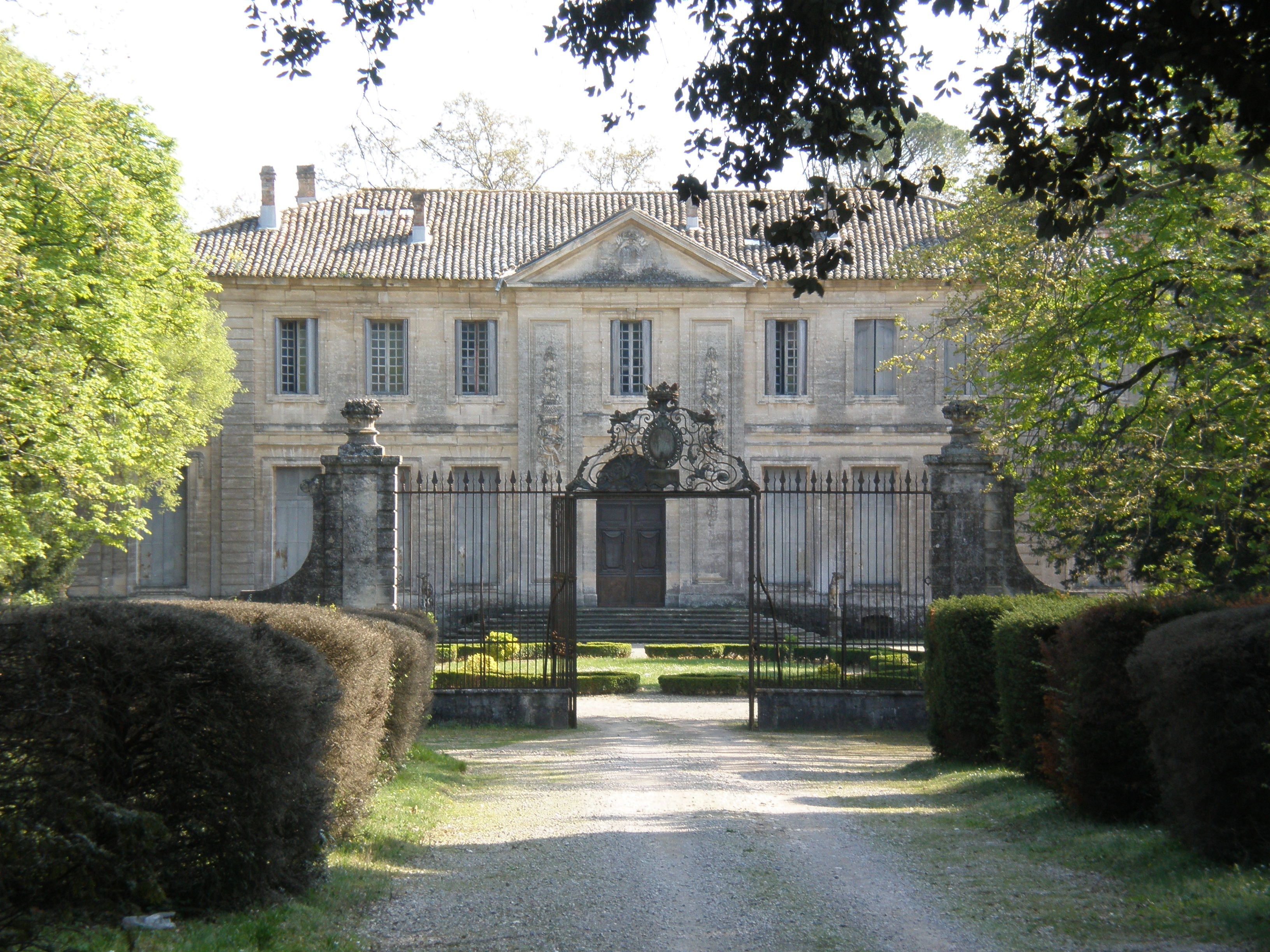
Château de la Piscine (1771),
une représentation de la vie à la campagne au XVIIIe siècle.

Une folie désigne, dans la région montpelliéraine, une maison de plaisance bâtie sous l'Ancien Régime par la noblesse de robe ou la riche bourgeoisie de la ville. Elle se distingue par un vocabulaire architectural et une organisation qui lui sont propres. Les folies montpelliéraines connaissent un âge d'or au XVIIIe siècle sous l'impulsion d'architectes locaux, notamment la dynastie des Giral. De nos jours, ces édifices sont pour la plupart classés ou inscrits aux monuments historiques.

## Naissance d'un besoin
L'apparition de maisons de plaisance dans la région montpelliéraine tient son origine de la montée en puissance, à partir du XVIIe siècle, de deux catégories sociales aisées : la noblesse de robe et la bourgeoisie d'affaires.
Après le siège de Montpellier (1622) et le douloureux règlement de la « question protestante », la ville se soumet en effet complètement au pouvoir royal. Louis XIII fait alors de Montpellier une capitale juridique et administrative en y installant ou en y confirmant le siège de puissantes administrations souveraines : Chambre des comptes, cour des Aides, trésoriers de la Bourse, Intendance du Languedoc, etc.
Cette situation favorise la création de charges et d'offices dont nombre de titulaires obtiennent l'anoblissement : à la fin du XVIIe siècle, la noblesse de robe connaît à Montpellier une croissance rapide. D'autre part, la paix civile étant revenue, le commerce et la finance donnent naissance à une riche bourgeoisie, soucieuse de marquer son importance.
Ces deux catégories sociales sont à l'origine de la construction des « folies ».
La possession d'une belle demeure assure en effet la meilleure des visibilités, et nobles de robe aussi bien que bourgeois font bâtir, d'abord en ville où les maisons médiévales laissent place à des hôtels particuliers : hôtel d'Avèze, hôtel de Beaulac, hôtel de Bénézet, hôtel de Castan, hôtel de Castries, hôtel de Magny, etc., ensuite à la campagne, dans les villages environnant Montpellier, où ces deux classes émergentes acquièrent progressivement des terres et des seigneuries.
L'étude des compoids (registres cadastraux) de douze villages du diocèse de Montpellier sous l'Ancien Régime par Albert Soboul montre comment ces deux catégories se partagent la propriété foncière : la bourgeoisie, soucieuse d'investissements productifs, privilégie les riches terroirs de plaine, alors que les nobles de robe se préoccupent souvent de leur agrégation à l'ordre nobiliaire en acquérant d'anciens fiefs féodaux.

## Naissance d'un style

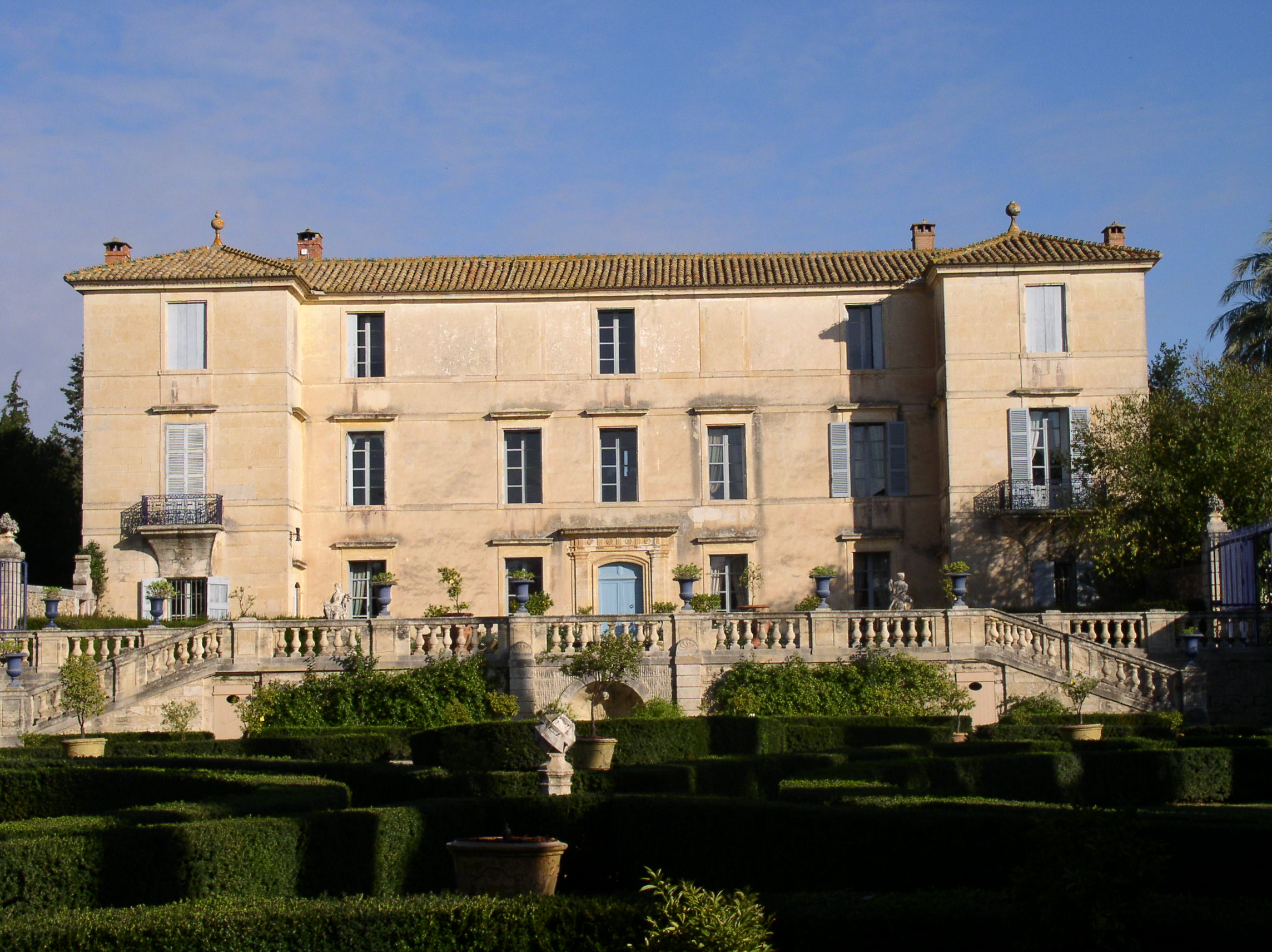
Château de Flaugergues (1696), premier modèle de la folie.

Les premières folies montpelliéraines apparaissent vers la fin des années 1690, dans la dernière partie du règne de Louis XIV. Le château de Flaugergues (ci-contre à droite) en est un exemple. Construit en 1696, sous son toit de tuiles romaines, en élévation sur une terrasse dominant les vignes et son jardin de buis taillés, il emprunte encore beaucoup aux villas italiennes des XVIe siècle et XVIIe siècle. L'homme qui le fait édifier est un magistrat, membre de cette nouvelle noblesse de robe qui croît en importance à Montpellier, Étienne de Flaugergues.
L'arrivée des modes parisiennes, par le biais des aristocrates venus représenter le roi — en premier lieu, l'Intendant —, fait évoluer ce modèle. La rusticité de la villa italienne, bientôt considérée comme démodée, laisse place à un style classique extrêmement raffiné.

### La maison

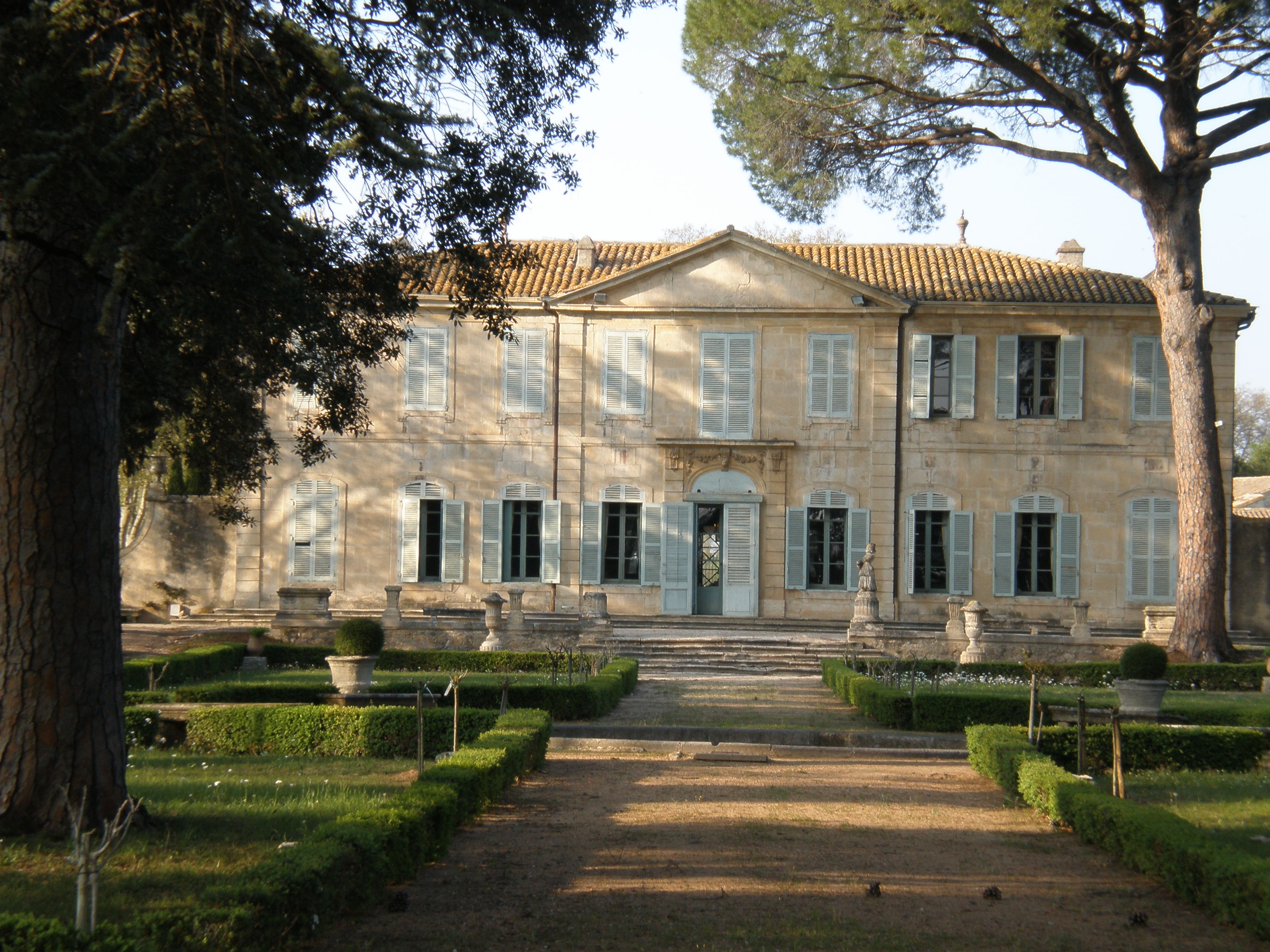
Château de la Mogère (1715), second modèle de la folie.

L'évolution architecturale est rapide. En 1715, moins de vingt ans après la construction de Flaugergues, l'architecte Jean Giral donne les plans du château de la Mogère (ci-contre) qui présente les traits distinctifs de ce que sera la folie montpelliéraine jusqu'à la Révolution française. Édifié lui aussi pour un magistrat, ce bâtiment montre une façade rectiligne à un étage, précédée d'un avant-corps à fronton, sous un toit bas à quatre pentes. Des communs à destination agricole encadrent la cour d'entrée.
Les matériaux de la folie montpelliéraine sont locaux : tuile creuse, pierre venue des carrières environnantes, sol de tomettes. La forte luminosité accentuant les ombres, les reliefs comme celui de l'avant-corps sont à peine esquissés. Des chaînages à refends, l'encadrement ciselé d'une porte d'entrée suffisent à faire jouer la lumière. Les sculptures sont peu nombreuses mais, lorsqu'elles existent, sont de grande qualité.
Ce modèle architectural connaît des variantes selon les édifices : fronton triangulaire ou en cintre surbaissé, avant-corps convexe comme au château de la Mosson, rez-de-jardin sans étage à l'hôtel Haguenot, présence plus ou moins appuyée de sculptures et éléments de façade, etc. Mais le vocabulaire reste identique, se perpétuant tout au long du XVIIIe siècle. Les demeures de plaisance montpelliéraines construites après cette période, au XIXe siècle, sont parfois qualifiées de folies mais n'en présentent plus les caractéristiques architecturales ni la fonction sociale.

### Les jardins

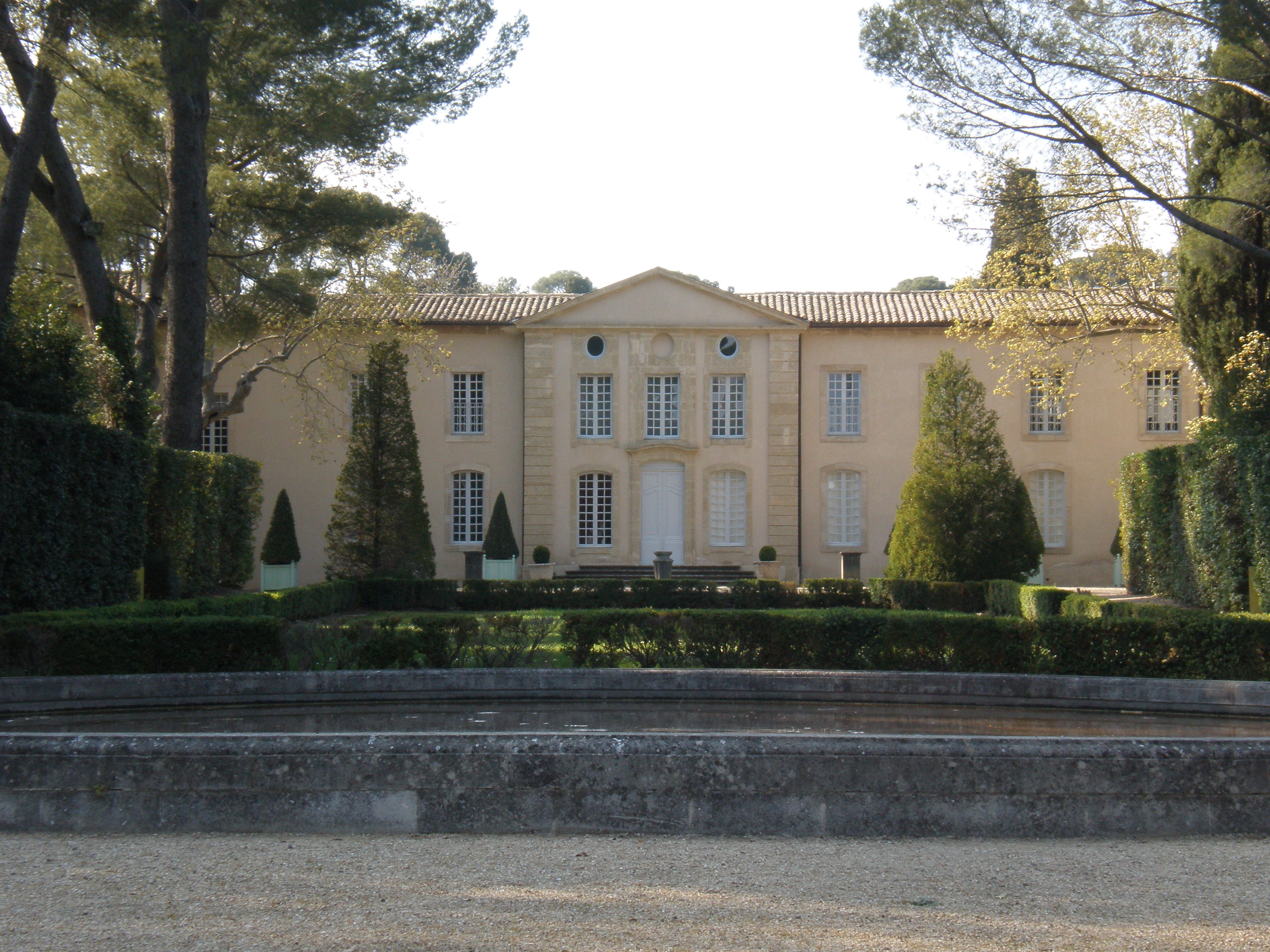
Château d'Ô (1743),
parterres, bassins et fontaines.

Les jardins qui les entourent sont aussi soignés que l’intérieur. Ils se caractérisent par la présence de fontaines, de bassins, de statues et par la diversité végétale d'arbres et d'arbustes que l'on croit laissés à eux-mêmes. Les jardins créés à cette époque imitent la nature, s’inspirent de son côté sauvage et visent à recréer l’effet produit par la nature sur l’âme humaine.

## Les Giral
Le nom d'une dynastie d'architectes montpelliérains est particulièrement attaché à la construction des folies, celui des Giral. Auteurs à Montpellier, pendant trois générations, de nombreux bâtiments publics, privés et religieux, ils se retrouvent régulièrement dans le dessin, les plans et la maîtrise d'œuvre des maisons de plaisance environnantes. Du fait de leur production abondante, les Giral exercent une grande influence sur le modèle architectural des folies montpelliéraines.

## Liste de folies
| \| Château · de Bionne Château Bon Château · de la Mogère Château · de la Mosson Château d'Alco Château d'Ô Château de la Piscine Château Levat Château · de Flaugergues \| Folies situées sur le territoire · de la commune de Montpellier. |
| Château · de Bionne Château Bon Château · de la Mogère Château · de la Mosson Château d'Alco Château d'Ô Château de la Piscine Château Levat Château · de Flaugergues                                                                        |

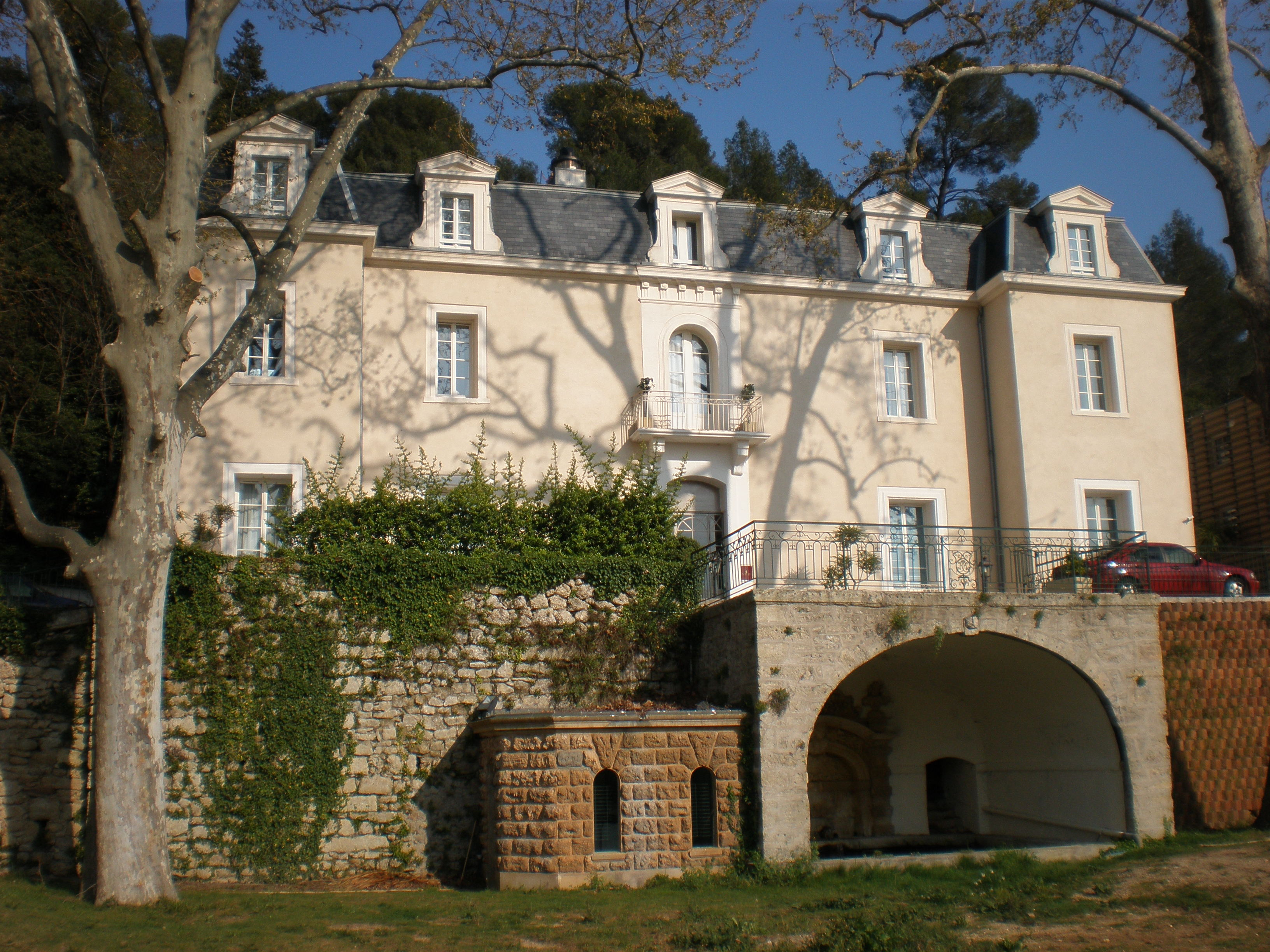
Château de Bionne (1685).

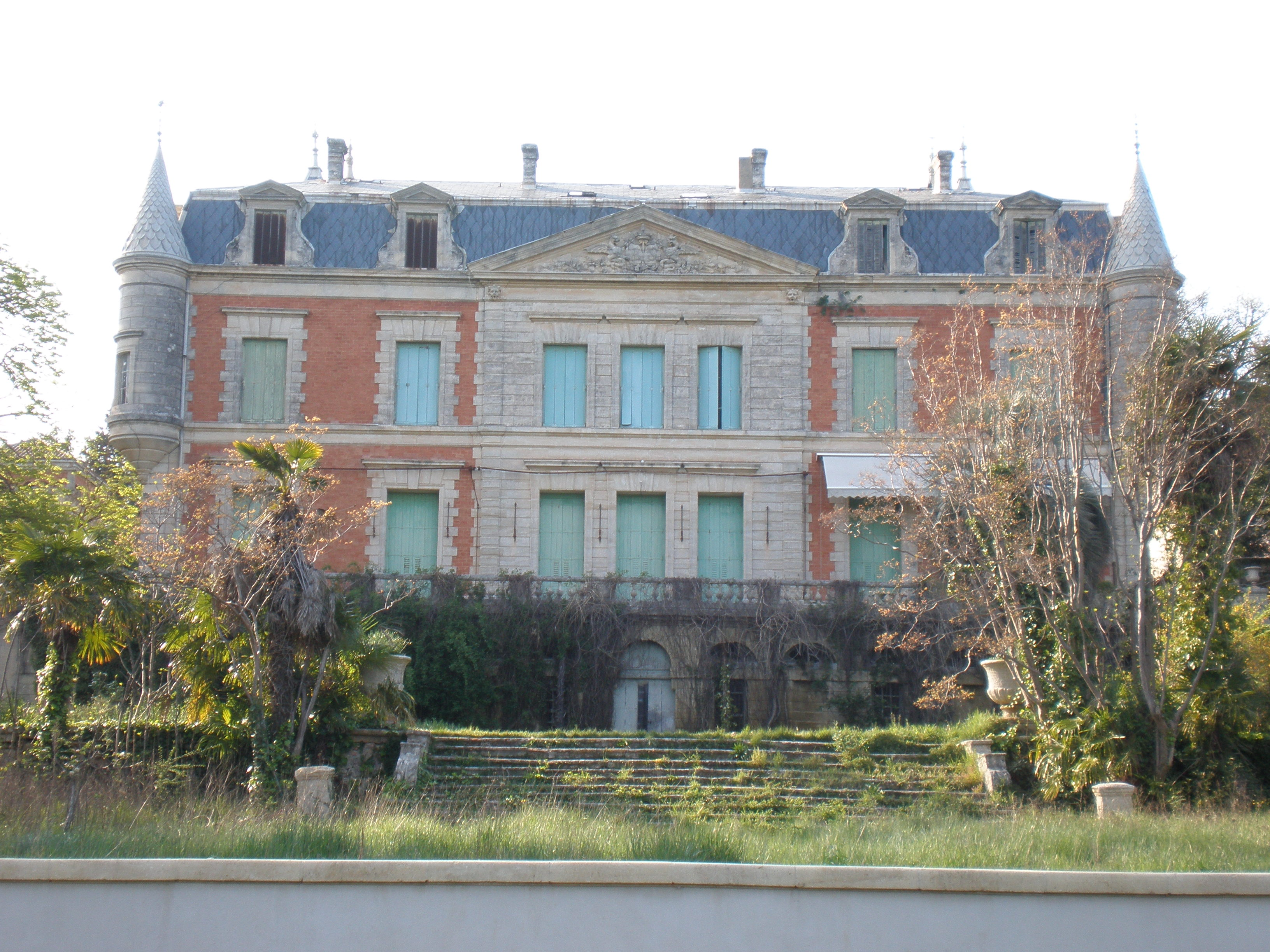
Château Bon (1694).

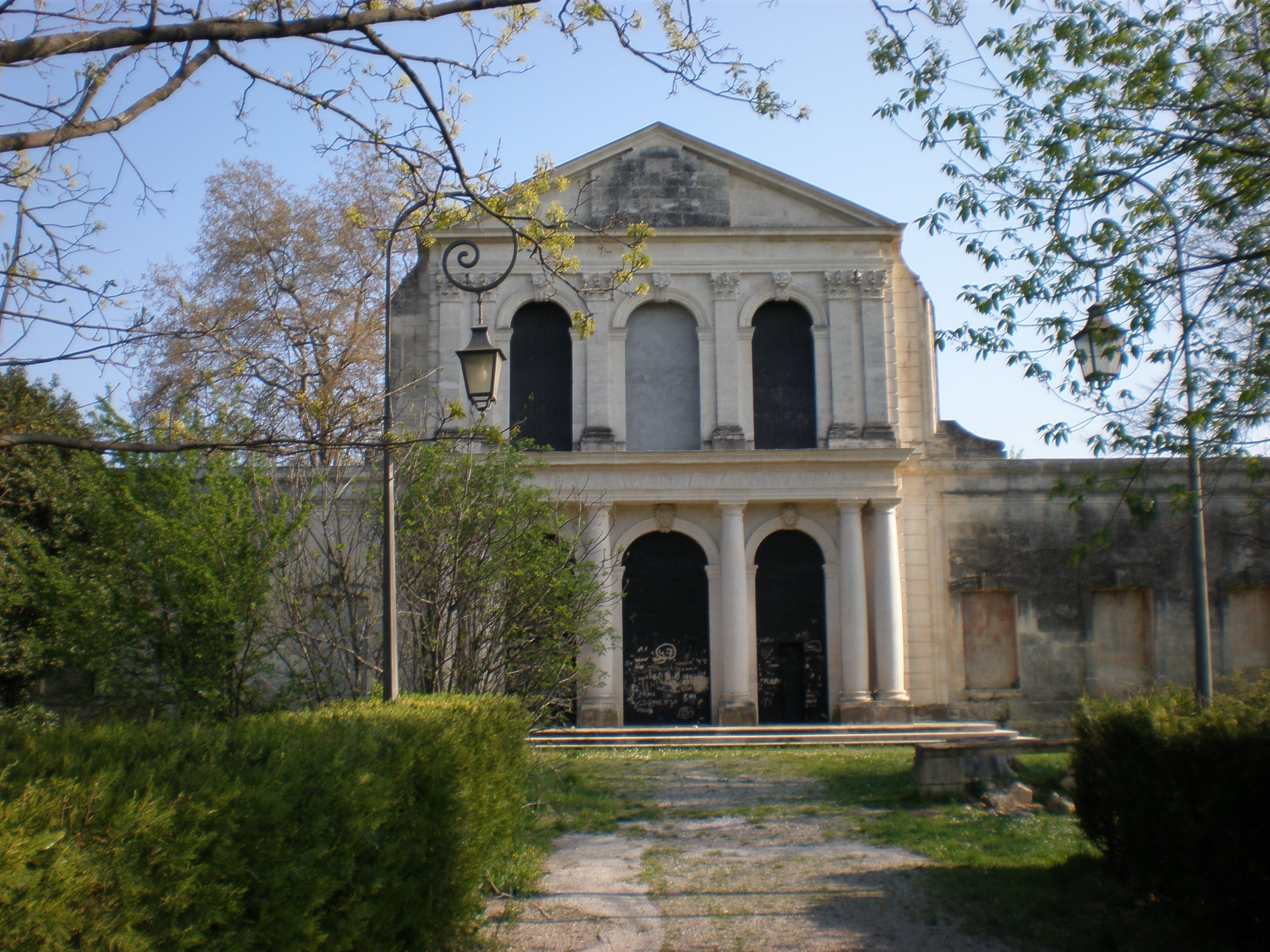
Château de la Mosson (1723).

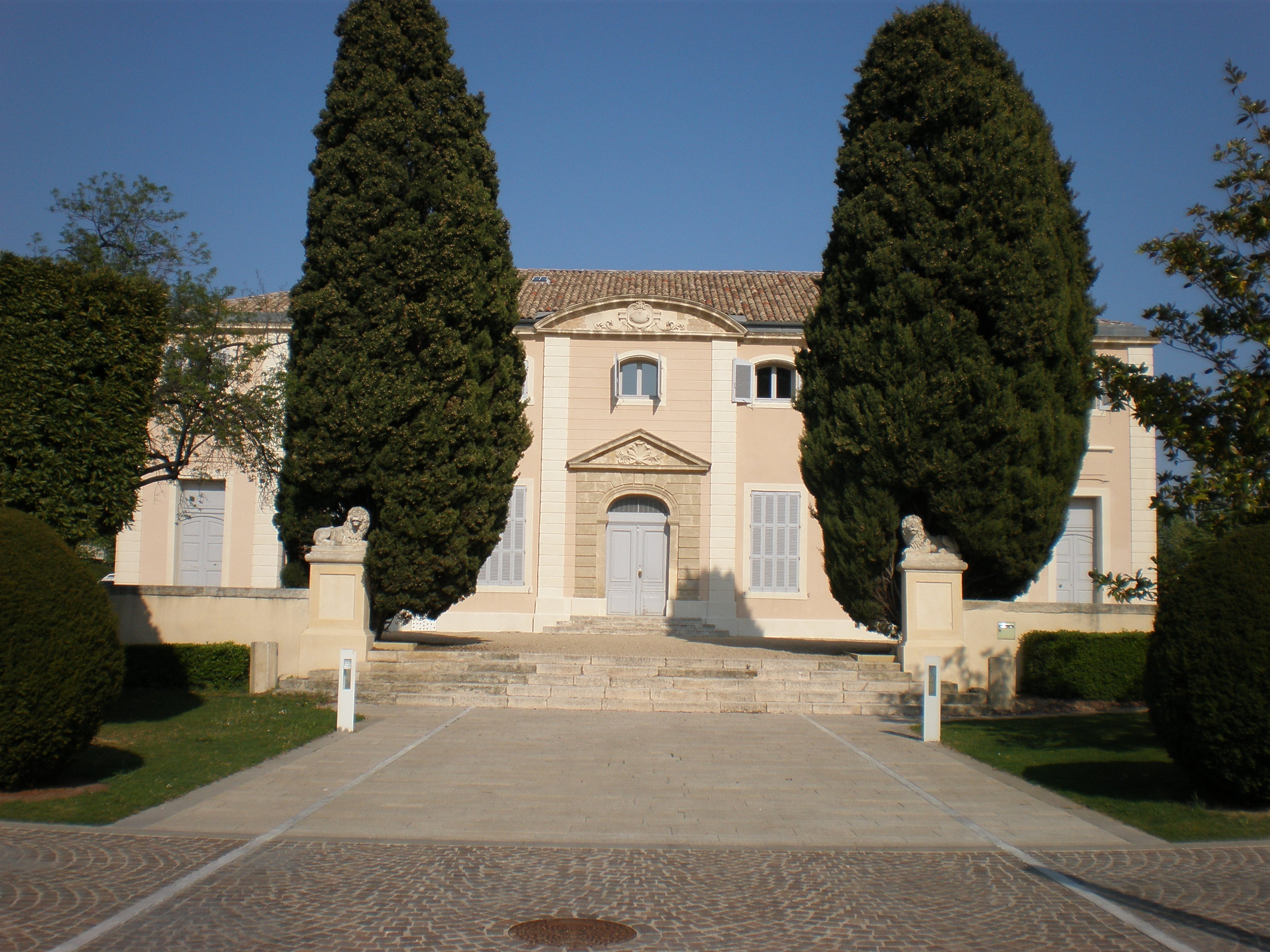
Château d'Alco (vers 1740).

Beaucoup de ces propriétés sont encore en mains privées. Elles sont généralement classées ou inscrites aux monuments historiques. Certaines appartiennent aux descendants des premiers propriétaires. Il en est qui perpétuent la tradition viticole originelle du domaine.
pour les curieux, la première vague débute vers 1690

### Montpellier
Sur le territoire de Montpellier, par année croissante de construction (liste non exhaustive) :
- Château de Bionne (1685) 43° 36′ 09″ N, 3° 49′ 15″ E
1225, rue de Bionne, au nord-est de Montpellier.
- Château Bon (1694) 43° 35′ 55″ N, 3° 49′ 42″ E
Rue de Château-Bon, à l'ouest de Montpellier.
- Château de Flaugergues (1696) 43° 36′ 37,08″ N, 3° 55′ 12,15″ E
1744, avenue Albert-Einstein, à l'est aux confins du quartier d'activités Le Millénaire.
- Château de la Mogère (1715) 43° 36′ 02″ N, 3° 55′ 33″ E
2235, route de Vauguières, au sud-est, par-delà l'autoroute A9.
- Château de la Mosson (1723) 43° 36′ 49″ N, 3° 49′ 09″ E
Allée Bonnier-de-la-Mosson, près de la rivière Mosson, à l'ouest de Celleneuve.
- Château d'Alco (vers 1740) 43° 37′ 25″ N, 3° 50′ 16″ E
Rue d'Alco, au nord-ouest de Montpellier.
- Château d'O (1743) 43° 38′ 00″ N, 3° 50′ 21″ E
Avenue des Moulins, rond-point du château d'O, au nord-est de Montpellier.
- Château Levat (1763) 43° 37′ 22,54″ N, 3° 53′ 21,93″ E
Quartier Saint-Lazare, au nord-ouest de Montpellier.
- Château de la Piscine (1771) 43° 36′ 44″ N, 3° 50′ 29″ E
129, avenue de Lodève, à l'ouest, entre Montpellier et Celleneuve.
- Mas Nouguier (17..) 43° 20′ 45″ N, 3° 30′ 41″ E
rue du Mas Nouguier et Chemin du Grand-Puy, au sud ouest de Montpellier.

### Communes voisines
Sur le territoire des communes voisines de Montpellier (liste non exhaustive) :
- Château de la Banquière 43° 35′ 51″ N, 3° 56′ 47″ E
À l'ouest de Mauguio à la limite de la commune de Montpellier.
- Château de l'Engarran 43° 35′ 52″ N, 3° 48′ 25″ E
Route de Juvignac, commune de Lavérune.
- Château de Bocaud 43° 39′ 40″ N, 3° 54′ 44″ E
Commune de Jacou, au nord-est de Montpellier).